# Teoria de l'optimitat
La teoria de l'optimitat (abreujat, OT o TO) és un model lingüístic, aplicable en tots els nivells (fonologia, morfologia, sintaxi, semàntica), la premissa bàsica del qual és que les expressions lingüístiques admeten certa variabilitat subjacent i les formes que presenta una llengua són precisament les formes que han passat una sèrie de filtres o restriccions, essent les formes observades "òptimes" en el sentit que són precisament les formes que satisfan millor la restriccions de cada llengua. Així, una llengua difereix d'una altra no només en el seu lexicó, l'inventari fonològic o l'input combinable sinó també en l'ordenació relativa de les restriccions. El fet que la jerarquia de restriccions variï d'una llengua a una altra explicaria les diferències gramaticals entre elles. Fins i tot el canvi històric en les llengües és explicable com una pertorbació de l'ordre de les restriccions.
La teoria de l'optimitat va ser proposada originalment per Alan Prince i Paul Smolensky el 1993, i més endavant fou ampliada per Prince i John McCarthy. Si bé la major part del treball original es va concentrar en problemes de fonologia, posteriorment s'ha mostrat aplicable en l'àmbit de la sintaxi i la semàntica lingüística.

## Introducció
Els tres components bàsics que fa servir la teoria de l'optimitat per investigar un determinat fenomen lingüístic són els següents:
1. GEN (derivat de generate, 'generar') és un procediment, mecanisme o submodel que permet generar les variants possibles d'una determinada expressió lingüística. En la pràctica es considera que la naturalesa exacta de GEN dependrà del tipus de recerca empírica; per exemple, si s'estudia la parla infantil, el conjunt generat podria ser el conjunt de possibles pronunciacions simplificades o no que el nen és capaç de fer d'una determinada forma lèxica.
2. CON (derivat de constraint, 'restricció') és una llista de restriccions de bona formació, d'economia, de simplicitat, etc., que ha de complir una forma candidata per convertir-se en la forma preferida pel parlant. El nombre de restriccions, la seva jerarquia, així com la seva descripció concreta varia d'un problema lingüístic a un altre.
3. EVAL és un procediment automàtic que permet decidir -avaluar-, a partir del conjunt de formes possibles generades per GEN, quina de totes resulta òptima d'acord amb l'ordenació o jerarquia de les restriccions.

La teoria de l'optimitat (TO) assumeix que aquests tres components són universals. Les diferències gramaticals entre les diverses llengües es deuen a diferències d'ordre en el conjunt CON. Així, dins de la TO, el procés d'adquisició del llenguatge pot ser descrit com un procés pel qual el nen aprèn l'ordre relatiu de les restriccions i fa conjectures sobre el veritable ordre d'aquestes restriccions en la llengua dels adults.